# Carenno
Carenno (Carèn in dialetto bergamasco, Carènn in dialetto lecchese) è un comune italiano di 1 402 abitanti della provincia di Lecco in Lombardia.
Il comune è sito nella valle San Martino e fino al 1992 apparteneva alla provincia di Bergamo. Comune di mezza montagna posto a 635 m s.l.m. in un'interessante scenografia paesaggistica che rende possibili brevi escursioni di carattere naturalistico, conserva luoghi in cui si respira ancora l'aria di una realtà contadina e montana di un tempo. 
Borgo di origine medievale arroccato intorno alla vecchia parrocchiale dei Santi Pietro e Biagio e alla torre detta di Tuzzano Rota, reso celebre dalle illustri figure del patriota Gabriele Rosa, del medico — famoso per i suoi studi botanici — Lorenzo Rota, del sacerdote e giornalista Davide Albertario e del filosofo metafisico Gustavo Bontadini, è collocato sull'orlo di un ampio terrazzo posto a vista sull'Adda.

## Storia

### Simboli
Lo stemma e il gonfalone del comune di Carenno sono stati concessi con decreto del presidente della Repubblica del 2 marzo 1984.
(D.P.R. 2 marzo 1984)
Le montagne rappresentano l'altopiano che ospita il paese. La casaforte sottostante ricorda la Torre di Tuzzano che si trova in contrada di Carale, che fu l'abitazione del capo guelfo Tuzzano Rota descritta da Cesare Cantù.
Il gonfalone è un drappo troncato di rosso e d'azzurro.

## Monumenti e luoghi d'interesse
Importante è l'Oratorio di San Domenico con pitture raffiguranti scene vicine alla danza macabra ed interessante risulta la località di Colle di Sogno, un compatto nucleo di edifici rustici abbarbicato sul crinale della montagna a quasi mille metri di altitudine. Il Museo di Ca' Martì documenta la storia, la memoria, la vita e il lavoro dei muratori di Carenno e della Val San Martino tra Ottocento e Novecento, ben testimoniato dall'imponente nuova chiesa parrocchiale dell'Immacolata principiata nel 1911, e ad esso è collegato un percorso che conduce ai luoghi e ai segni legati al lavoro dei muratori (edifici, nuclei, cave).

## Società

### Evoluzione demografica
Abitanti censiti

### Etnie e minoranze straniere
Gli stranieri residenti nel comune sono 93, ovvero il 6,3% della popolazione.

### Lingue e dialetti
Oltre alla lingua italiana che rimane quella maggiormente utilizzata, a Carenno è parlato il dialetto bergamasco, una variante appartenente al ramo orientale della lingua lombarda, che si è diffuso grazie al legame di lunga data che lega la Valle San Martino a Bergamo. Le parlate locali nella zona occidentale della Valle, risentono della vicinanza a Lecco e di conseguenza il vernacolo locale presenta delle affinità con il dialetto lecchese del quale riprende diverse parole.